# Amarillo de plata

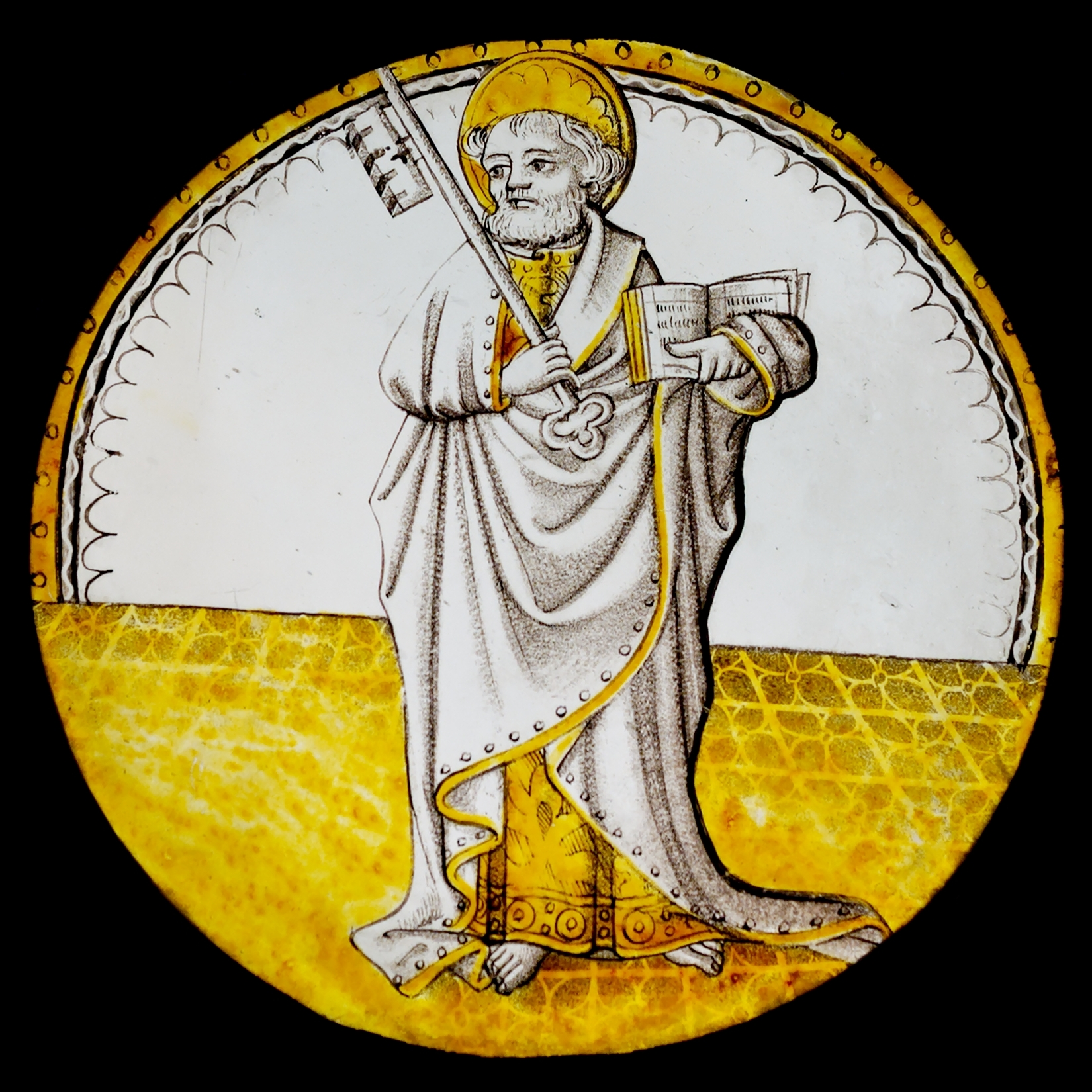
Vitral que representa a San Pedro, realizado en Francia hacia los años 1500 o 1510. El color amarillo se debe al tinte de sulfuro de plata. (Museo Nacional de la Edad Media de París).

Se denomina amarillo de plata o tintura de plata a un tinte amarillo superficial, muy utilizado desde mediados del siglo XIV para colorear el vidrio, las telas e incluso los cabellos. Su invención data de 1295, aproximadamente.
Antiguamente el amarillo de plata se elaboraba a base de sulfuro de plata obtenido a partir de limaduras de ese metal; el de nuestros días se debe a la precipitación obtenida por la acción del cloruro o del nitrato de plata sobre un ortofosfato alcalino.

## Uso sobre vidrio
Para conseguir la coloración vitral se recurre a la aplicación de preparados de sales de plata (cloruros o nitratos) que contienen además intercambiadores iónicos (montmorillonita u otros silicatos laminares de alta capacidad de intercambio iónico), que favorecen el intercambio entre los iones metálicos del preparado y los iones del vidrio. En el siguiente equilibrio se representa el proceso, siendo M iones fundamentalmente alcalinos:
Ag+(preparado) + M+(vidrio) ↔ Ag+(vidrio) + M+(preparado)
El tinte se aplica en frío sobre el vidrio, y luego la pieza se calienta hasta alcanzar la coloración deseada. Durante el proceso de cocción del vidrio se produce una reducción de los cationes plata y una difusión de nanoparticulas de este metal desde la superficie del vidrio hacia el interior. El rango de penetración de los iones plata puede ser superior a las 10 micras de profundidad y depende fundamentalmente de la temperatura y duración del tratamiento térmico.
El efecto de color se produce por el fenómeno de interferencia con la luz visible. La interacción de la luz visible con las nanopartículas de plata, distribuidas cerca de la superficie del vidrio, origina una banda de absorción en el espectro cuya posición depende entre otros factores del tamaño de las nanopartículas. (Véase la Teoría de Mie)

## Uso sobre cerámica
Otros efectos pueden obtenerse por difusión de cobre en el esmalte cerámico. Esta técnica, introducida por los árabes en la península ibérica, se ha utilizado en la decoración de cerámica valenciana con el nombre de «reflejo metálico». Véase loza dorada.

## Como color
El color observado en el vidrio se debe a la presencia de nanopartículas de plata generadas por la reducción de los cationes Ag+ próximos a la superficie del vidrio. Se trata de un efecto óptico provocado por la interferencia de la luz visible con las nanoparticulas, conocido como difusión de Mie.
Amarillo de plata es la denominación de una coloración amarillo clara y de saturación débil correspondiente al aspecto del sulfato de plata, aunque también se ha llamado así a las coloraciones proporcionadas por el tinte amarillo de plata, que van del naranja rojizo al amarillo limón.